# فیلم بقا
فیلم بقا (به انگلیسی: Survival) ژانر فیلمی است که در آن یک یا چند شخصیت برای بقای فیزیکی تلاش می‌کنند. این ژانر اغلب روی ژانرهای دیگر مانند علمی تخیلی، فانتزی یا ترسناک قرار می‌گیرد و زیر مجموعه‌ای از فیلم‌های ماجراجویی است. فیلم‌های بقا تاریک‌تر از اکثر فیلم‌های ماجراجویی دیگر هستند، و معمولاً خط داستانی خود را روی یک شخصیت واحد، که غالباً قهرمان داستان است، متمرکز می‌کنند.